# Redondo Beach (Californie)
Redondo Beach est une ville située dans le comté de Los Angeles, dans l'État de Californie, aux États-Unis. Sa population s’élevait à 66 748 habitants lors du recensement de 2010, estimée à 67 908 habitants en 2017.

## Géographie
Selon le Bureau du recensement, Redondo Beach a une superficie de 16,7 km2, dont 0,4 km2 de plans d'eau, soit 2,18 % du total.

## Démographie
| Groupe            | Redondo Beach | Californie | États-Unis |
| ----------------- | ------------- | ---------- | ---------- |
| Blancs            | 74,6          | 57,6       | 72,4       |
| Asiatiques        | 12,0          | 13,1       | 4,8        |
| Métis             | 5,8           | 4,9        | 2,9        |
| Autres            | 4,1           | 17,0       | 6,2        |
| Afro-Américains   | 2,8           | 6,2        | 12,6       |
| Amérindiens       | 0,4           | 1,0        | 0,9        |
| Océaniens         | 0,3           | 0,4        | 0,2        |
| Total             | 100           | 100        | 100        |
|                   |               |            |            |
| Latino-Américains | 15,2          | 37,6       | 16,7       |

Selon l'American Community Survey, en 2010, 75,86 % de la population âgée de plus de 5 ans déclare parler l'anglais à la maison, 10,71 % déclare parler l'espagnol, 2,01 % le japonais, 1,73 % une langue chinoise, 1,47 % le coréen, 0,98 % le tagalog, 0,96 % le persan, 0,87 % le russe, 0,80 % le vietnamien, 0,69 % l'allemand, 0,66 % le français, 0,60 % l'arabe, 0,53 % le portugais et 2,13 % une autre langue.
| 1890 | 1900 | 1910  | 1920  | 1930  | 1940   |
| ---- | ---- | ----- | ----- | ----- | ------ |
| 603  | 855  | 2 935 | 4 913 | 9 347 | 13 092 |

| 1950   | 1960   | 1970   | 1980   | 1990   | 2000   |
| ------ | ------ | ------ | ------ | ------ | ------ |
| 25 226 | 46 986 | 57 451 | 57 102 | 60 167 | 63 261 |

| 2010   | - | - | - | - | - |
| ------ | - | - | - | - | - |
| 66 748 | - | - | - | - | - |

## Économie
Le siège de la société d'habillement et de matériel pour sports nautiques Body Glove est situé à Redondo Beach.

## Personnalités liées à la ville
Naissances
- Edwin Mattison McMillan (1907-1991), chimiste, prix Nobel de chimie en 1951 ;
- Michael Dudikoff (1954-), acteur américain ;
- Amy White (1968-), nageuse américaine ;
- Melody Yoko (1988-), mannequin japonaise.

Décès
- Joanie Laurer, pseudonyme Chyna (1969-2016), catcheuse, actrice pornographique et culturiste américaine.

## Source
- (en) Cet article est partiellement ou en totalité issu de l’article de Wikipédia en anglais intitulé « Redondo Beach, California » (voir la liste des auteurs).

1. ↑  (en) « Redondo Beach, CA Population - Census 2010 and 2000 », sur censusviewer.com.
2. ↑  (en) « Population of California - Census 2010 and 2000 », sur censusviewer.com.
3. ↑  (en) « Language spoken at home by ability to speak English for the population 5 years and over », sur factfinder.census.gov.
4. ↑  « Statistiques des États-Unis - Californie - Profils des communautés de 2010 » (consulté en novembre 2020)